# Pritha pallida
Espèce
Synonymes
- Filistata pallida Kulczyński, 1897

Pritha pallida est une espèce d'araignées aranéomorphes de la famille des Filistatidae.

## Distribution
Cette espèce se rencontre en Croatie, en Italie, en Espagne, au Portugal, en Grèce et en Géorgie.

## Description
Les mâles mesurent de 2,01 à 2,75 mm et les femelles de 3,01 à 3,50 mm.

## Publication originale
- Chyzer & Kulczyński, 1897 : « Araneae Hungariae secundum collectiones a Leone Becker pro parte perscrutatas, conscriptae a Cornelio Chyzer at Ladislao Kulczyński. » Budapestini, Editio Academiae Scientiarum Hungaricae, vol. 2, p. 151-366.